# Jehane Noujaim
Jehane Noujaim (Washington D.C., 17 de maio de 1974) é uma cineasta americana. Como reconhecimento, foi nomeada ao Oscar 2014 na categoria de Melhor Documentário em Longa-metragem por The Square.